# Reachin' Back
Albums de Regina Belle
Passion
(1993) Believe in Me
(1998)
Reachin' Back est le quatrième album studio de la chanteuse Regina Belle. Cet album atteignit la 115e place du classement Billboard 200 et la 18e place du classement Top R&B/Hip-Hop Albums.
Le premier et unique single de l'album, "Love T.K.O.", atteignit la 29e place du classement Hot R&B/Hip-Hop Songs.

## Liste des titres
1. "Reachin' Back (Intro)"
2. "Could It Be I'm Falling in Love"
3. "Love T.K.O."
4. "ou Make Me Feel Brand New"
5. "Hurry up This Way Again"
6. "The Whole Town's Laughing at Me"
7. "You Are Everything"
8. "Let Me Make Love to You"
9. "I'll Be Around"
10. "Just Don't Want to Be Lonely"
11. "Didn't I (Blow Your Mind This Time)"

## Classements de l'album
| Année | Classement             | Position |
| ----- | ---------------------- | -------- |
| 1989  | Billboard 200          | 115      |
| 1989  | Top R&B/Hip-Hop Albums | 18       |

## Classements des singles
| Année | Single        | Hot R&B/Hip-Hop Songs |
| ----- | ------------- | --------------------- |
| 1995  | "Love T.K.O." | 29                    |